# Loke, Nova Gorica
Loke so naselje z okoli 300 prebivalci v Mestni občini Nova Gorica vzhodno od Kromberka.

## Lega
Loke so razloženo naselje na prisojni strani vzpetine Štanjel (Sv. Danijel, 533 mnm) nad Ajševico.

## Arheologija
Loke so bile poseljene tako že v prazgodovini kot tudi v rimskem obdobju. Bronasto dobo izpričujejo posamezne najdbe (kamnito orodje, orožje, posamezni odlomki posod) z vznožja in deloma ravninskega območja Sv. Danijela. Rimskodobna poselitev (okoli 1. st. je bila ugotovljena v zaselkih Pavlini in Kolenovca (zahodni in vzhodni predel kraja). Najdišče Pavlini je pomembno predvsem zaradi votivnega (zaobljubljenega) napisa in kamnite sončne ure. Na vzhodnem najdišču pa je bil odkrit v celoti ohranjen tloris zaselka s tremi zgradbami in pripadajočo dvoriščno površino.